# ISO 3166-2:BF
Kódy ISO 3166-2 pro Burkinu Faso identifikují 13 regionů a 45 provincií (stav v roce 2015). První část (BF) je mezinárodní kód pro Burkinu Faso, druhá část sestává ze tří písmen identifikujících provincii či dvou číslic identifikujích region.

## Seznam kódů

### Regiony
```
BF-01 Boucle du Mouhoun
BF-02 Cascades
BF-03 Centre
BF-04 Centre-Est
BF-05 Centre-Nord
BF-06 Centre-Ouest
BF-07 Centre-Sud
BF-08 Est
BF-09 Hauts-Bassins
BF-10 Nord
BF-11 Plateau-Central
BF-12 Sahel
BF-13 Sud-Ouest
```

### Provincie
```
BF-BAL Balé (Boromo)
BF-BAM Bam (Kongoussi)
BF-BAN Banwa (Solenzo)
BF-BAZ Bazèga (Kombissiri)
BF-BGR Bougouriba (Diébougou)
BF-BLG Boulgou (Tenkodogo)
BF-BLK Boulkiemdé (Koudougou)
BF-COM Komoé (Banfora)
BF-GAN Ganzourgou (Zorgho)
BF-GNA Gnagna (Bogandé)
BF-GOU Gourma (Fada-N'Gourma)
BF-HOU Houet (Houet)
BF-IOB Ioba (Dano)
BF-KAD Kadiogo (Ouagadougou)
BF-KEN Kénédougou (Orodara)
BF-KMD Komondjari (Gayéri)
BF-KMP Kompienga (Pama)
BF-KOP Koulpélogo (Ouargaye)
BF-KOS Kossi (Nouna)
BF-KOT Kouritenga (Koupéla)
BF-KOW Kourwéogo (Boussé)
BF-LER Léraba (Sindou)
BF-LOR Loroum (Titao)
BF-MOU Mouhoun (Dédougou)
BF-NAM Namentenga (Boulsa)
BF-NAO Naouri (Pô)
BF-NAY Nayala (Toma)
BF-NOU Noumbiel (Batié)
BF-OUB Oubritenga (Ziniaré)
BF-OUD Oudalan (Gorom-Gorom)
BF-PAS Passoré (Yako)
BF-PON Poni (Gaoua)
BF-SEN Séno (Dori)
BF-SIS Sissili (Léo)
BF-SMT Sanmatenga (Kaya)
BF-SNG Sanguié (Réo)
BF-SOM Soum (Djibo)
BF-SOR Sourou (Tougan)
BF-TAP Tapoa (Diapaga)
BF-TUI Tui (Houndé)
BF-YAG Yagha (Sebba)
BF-YAT Yatenga (Ouahigouya)
BF-ZIR Ziro (Sapouy)
BF-ZON Zondoma (Gourcy)
BF-ZOU Zoundwéogo (Manga)
```